# Virginio Rognoni
Virginio Rognoni, italijanski politik, * 5. avgust 1924, Corsico, Kraljevina Italija, † 20. september 2022, Pavia, Italija.
Rognoni je bil minister za notranje zadeve Italije (1978-1983), minister za pravosodje Italije (1986-1987) in minister za obrambo Italije (1990-1992).